# Vajgatsj (eiland)
Vajgatsj (Russisch: Вайгач; [Vajgatsj]) is een Russisch eiland in de Noordelijke IJszee op de grens van de Petsjorazee (onderdeel van de Barentszzee) en de Karazee. Het eiland vormt de grens tussen Europa, waarvan het deel uitmaakt, en Azië en ligt tussen het Russische vasteland in het zuiden en Nova Zembla in het noorden.
Het wordt door sommige wetenschappers gezien als een verlenging van de Oeral na het Paj-Chojgebergte. Het wordt gescheiden van het vasteland door de Straat Joegor en van het zuidereiland van Nova Zembla door de Karische Poort. Het eiland is onderdeel van het autonome district Nenetsië, dat weer onderdeel is van de oblast Archangelsk. In het noorden liggen de plaatsen Dolgaja Goeba en Vajgatsj (waar zich de kustinstallaties bevinden) en in het zuidwesten de plaats Varnek aan de Ljamsjinabaai, die gezamenlijk ongeveer 100 inwoners hebben. Het zuidelijkste punt heet Kaap Greben.

## Geschiedenis
Het eiland, dat met een oppervlakte van 3383 km², een lengte tot 100 kilometer (zuidoost-noordwestelijke richting) en een breedte tot 45 kilometer (zuidwest-noordoostelijke richting) ongeveer even groot is als de Nederlandse provincie Overijssel, was tot de 19e eeuw een belangrijke heilige plaats van de Nenetsen, die hier naar rendieren zochten. Zij brachten elk jaar rituele offers op de heuvel Primetnaja (108 meter hoog) waar schedelvormige houten afgodsbeelden, beschilderd met bloed van heilige dieren (vooral rendieren) stonden. In het Nenets werd het eiland vroeger dan ook Hebidja Ja ("land van de heiligen") genoemd en het was verboden om er te wonen. Nu wordt het eiland "aangeslibde kust" genoemd in het Nenets. In de tijd van Stalin was er in de Lyamchinbaai een Goelagkamp, waar dwangarbeiders in de koper- en zinkmijnbouw moesten werken.

## Naamgeving
Er zijn twee verklaringen voor de naam Vajgatsj. De Nenetsen zouden het eiland ook Vaingats genoemd hebben. Deze term bestaat uit twee delen, te weten "Vai", dat "vijandig" betekent en "ngats", dat "jong" of "jeugdig" betekent. Een andere verklaring voor de naam Vaigatsj, is dat het is afgeleid van het Nederlandse woord waaigat, in de betekenis van winderige doorgang. De Engelsman Stephen Borough refereerde echter al in 1553 aan het eiland onder deze naam. Dat zou dan betekenen dat al voor Olivier Brunel Nederlanders zo ver oostelijk aan de Russische kust zijn geweest.

## Fysische geografie en landschap
Vajgatsj verschilt sterk in landschap van het nabijgelegen Kolgoejev eiland en de bergachtige Nova Zembla archipel. Het grootste deel van Vajgatsj bestaat uit lage heuvels. Er lopen twee rotsketens (voornamelijk bestaand uit argilliete leistenen, kalksteen en zandsteen) vanuit het noordwesten naar het zuidoosten over het hele eiland. De hoogste ervan is maximaal 170 meter.
De heuvels zijn bedekt met toendravegetatie en moerassen. Er zijn meer dan 4000 kleine meertjes en moerassen verspreid over het hele eiland, zowel in de lage als hogere delen. Er stromen ook vele kleine riviertjes (20–40 km lang).
Vajgatsj bevindt zich in dezelfde klimatologische zone als Nova Zembla en kent een gemiddelde temperatuur van −20°С in februari tot 5°С in juni.

## Flora en fauna
In de lente komen grote zwermen vogels (vooral eenden, ganzen en zwanen), na hun overwintering in Afrika naar Vajgatsj op weg naar Nova Zembla. Veel van hen nestelen op Vajgatsj rond de talloze kleine meertjes. De meren bevatten veel vis, voornamelijk vertegenwoordigers van de familie modderkruipers, de kleinste zalmensoort.
De inheemse dierenwereld bestaat verder uit zeeroofdieren, poolvossen en lemmingen. Walrussen, bevinden zich voornamelijk rond enkele stranden in het zuidwesten en op het Oleniy-eiland in de Karische Poort. Ook ijsberen komen regelmatig op het eiland.
In de kustwateren komen diverse soorten zeehonden voor, evenals de witte walvis (beloega).
In 2007 is Vajgatsj een natuurreservaat geworden.